# くるりんぱっ!
『くるりんぱっ!』は、今井康絵による日本の漫画作品。

## 概要
小学館の漫画雑誌『ちゃお』にて、2006年3月号から同年8月号まで連載され、その後続編として『ホップ・ステップ・くるりんぱっ!』が2006年12月号から2007年4月号まで連載された。
当時の女子フィギュアスケートブームに乗っかって連載されたと見られる（『ちゃお』が少女漫画誌であるため）。連載開始時には荒川静香のトリノオリンピック金メダル獲得でブームが頂点と呼べる地点だったさなかであったためそれなりに受けた模様。しかし大ヒットと呼べるほどの恩恵を受けたかまでは不明。
なお、タイトルはパロマのガステーブル「ぐるりんぱ」とは関係ない。

## ストーリー
ここでは第2部となる「ホップ・ステップ・くるりんぱっ！」のストーリーも説明する。

### くるりんぱっ！
学校ではものすごく影が薄く、しかもスポーツ全般がまったく苦手な築場愛美（つくばめぐみ）ことグミ。しかしひょんなことからスケートリンクに行き、借りたスケート靴で滑ったところ、眠れるを通り越して仮死状態もいいところだった、彼女の才能がそれこそ蘇生しフィギュアスケートに挑戦することになった。

### ホップ・ステップ・くるりんぱっ！
県の強化選手に選ばれたグミと章吾は優秀な選手が集まる強化合宿に参加することになった。章吾はそこで昔からのライバル高行玲央と再会し、一方グミは自分がスケートを始めるきっかけをくれたスケーター早乙女操と邂逅する。
他の強化選手からの心無いいじめや自信を持てない自分との戦いを経て、グミは4回転ジャンプの習得を目指していく。

## 登場人物

### 主要人物
築場 愛美 (つくばめぐみ)
本作の主人公で小学校5年生。ニックネームはグミ。小柄でツインテールをお団子にした髪型が特徴。
極度の運動音痴で、おまけに跳び箱を飛んでいる最中に同級生に気がつかれず頭を踏み台にされるほど影が薄い。両親からも疎まれ(後に和解)「あたしなんか」が口癖となるほど自分に自信が持てずにいた。運動音痴な反面、手先はとても器用で手芸が趣味。スケートクラブのチームジャージも彼女お手製。
体育の特別授業がきっかけでフィギュアスケートに魅せられ、さらに章吾の靴を借りて滑ったところフィギュアスケートの才能が開花する。地上では叶わない「速く走る・高く飛ぶ」ということが叶うかもしれない、そして自分自身を変えたいという思いからフィギュアスケートを始めることになる。スケートを続けていく中で様々な仲間やライバルと出会い、自分自身も成長していく。
かつてバレエを習っていた名残からか身体がとても柔らかく、ビールマンスピンが得意。
スケートを習う前から隣のクラスに在籍する章吾に対して密かな憧れを抱いていた。
第2部となる「ホップ・ステップ・くるりんぱっ！」では優秀な強化選手が集まる合宿で自分がスケートを始めるきっかけになった憧れの人物早乙女と邂逅し、挫折しつつも4回転ジャンプの習得を成功させる。
第2部最終回では16歳になり′′4回転のプリンセス′′と謳われる実力でオリンピックのフリープログラムに挑むところで物語は終了する。
福王 章吾 (ふくおう しょうご)
小学校5年生で、グミの隣のクラスに在籍している。
毛先が跳ねたオールバック風の髪型をしているが第2部からは前髪を常時下ろしている。
フィギュアスケートを習っていて、グミのクラスの特別授業にて彼女と出会う。そこで「魔法をかけてやる」と自身のお古のスケート靴をグミに貸す。そこでグミの才能を目の当たりにした事から「氷の上でなら変われるかもしれない」と自身が所属するスケートクラブへ誘う。お調子者で可愛い女の子に目がなく(タイプはボン・キュ・ボンのお姉ちゃん)、グミとはその事でよく言い合いになる。高くて軸の真っ直ぐなジャンプが持ち味。
スケートの実力も申し分なく、大会ではいつも優勝候補だったが出番になると緊張してことごとく失敗を重ね、レオを始め他の選手から「P・キング(Pはpractice=練習の略)」という不名誉なあだ名を付けられていたことが第1部終盤で明らかになる。しかしグミの平手打ち+叱咤激励で見事そのトラウマを克服、本来の実力を発揮できるようになった。
第2部ではグミとともに強化選手に選ばれ合宿に参加。因縁のライバルであるレオと小競り合いをしつつ挫折に追い込まれるグミを励ます。
第2部最終回ではグミ同様16歳の姿で登場し、一足先にオリンピックで金メダルを取っている。
先生
本名不明。グミの担任教師で、彼女や章吾達が所属する港町FSCのコーチ。ちなみにコーチをしている事は学校には言っていないらしい。
底抜けに明るい性格で少々暑苦しい面もあるが運動音痴なあまり「態度が悪いのでは」と他の教師から疑われるグミを庇うなど理解者の1人。グミをフィギュアスケートに触れさせた張本人。
自身もフィギュアスケートを幼少から習っていて、指導の腕と実力は確か。

### 港町FSC(フィギュアスケートクラブ)の仲間達
グミ達が所属するフィギュアスケートクラブのメンバー。始めた当初は部員がそれなりに所属していたが揃いも揃って寒いなどの理由で辞めていき、物語開始時点でグミ含めて5人しか所属していなかった。
土井 力哉 (どい りきや)
小学校5年生で、章吾・冬士と同じクラスに在籍している。
硬派な性格で無愛想かつ無口だが、根は優しい人物。実はグミの事が好きらしく「かわいい」と口にしたり照れながら自分の演技を見ていてくれたかと尋ねたりとしょっちゅう気にかけている。見た目同様力強いスケーティングが特徴で、ステップが持ち味。
吉村 冬士 (よしむら とうじ)
小学校5年生で、章吾・力哉と同じクラスに在籍している。
周りを気にかける優しい性格で、特に女の子に優しい。スケートリンクに来た女の子には必ず声をかける(そして雪に焼き餅を焼かれるまでがお約束)。
雪とは幼稚園からの幼馴染で、彼女に尻に敷かれているが「俺のお姫様は雪だけ」と言って大切にしており所謂両思いの状態。スピンが得意。
宮園 雪 (みやぞの ゆき)
小学校5年生で、名門・聖蘭女学院に通うお嬢様。愛らしい容姿から冬士始め男子からは「雪姫」と呼ばれる。
冬士に荷物持ちを命じるなど一見勝気で我儘だが、優しくて面倒見のいい少女。加入したてのグミを「初心者」などと言って見下し、さらに冬士がグミに優しくする事への嫉妬からグミがスケートをしている事を彼女の母親に告げ口する。その後自分がした事の重さに気がつき反省し、グミにきちんと謝罪して良い友達同士になった。
4人兄弟の末っ子で母親にとっては念願の女の子だったためとても可愛がられている。
スピンオフ作品「プリンセスYUKI⭐︎誕生物語」では泣き虫で内気だった彼女と冬士との出会いが描かれている。

### 第2部の登場人物
早乙女 操 (さおとめ みさお)
ジュニアの強化選手の1人。強化合宿に来た女子選手の中ではトップの実力を誇る、凛とした雰囲気の美少女。グミがスケートを始めるきっかけになった人物でもあり、同い年。
2歳の頃からリンクに立ち3回転半(トリプルアクセル)ジャンプを跳べる高い実力を持つがフィギュアスケートを競技・勝負事として見ている節が強く、妥協や甘えを許さない性格。スケートを楽しもうとするグミを「目障り」と言い快く思っていなかった。その一方で習い始めて1年もたたないうちに強化選手になるほど上達したグミの才能を認めてもいて「どうして欲を持とうとしないの？」「あの子なら良いライバルになってくれそうなのに」と心情を吐露する。
第2部中盤に他の選手のグミに対するいじめに巻き込まれた一件がきっかけで彼女を気にかけるようになる。最終的には一緒に大会に出た彼女の心技両面の成長を見て喜び、「グミのスケートは人を幸せにするスケートだ」と彼女をライバルとして認めるようになった。最終回ではオリンピックのフリー演技を前にリンクに出るグミをリンクサイドまで見送りに来ている。(早乙女がメダルを取れたかどうかは不明)
高行 玲央 (たかゆき れお)
強化選手の1人。男子選手の中ではトップクラスの実力を誇る中性的な美少年。早乙女とは同じクラブに所属する腐れ縁。章吾とは因縁のライバルで未だに「P・キング」と呼んでしょっちゅう小競り合いをしている。
合宿初日に出会ったグミに一目惚れしてアプローチをかけるが章吾には殴られ、それを見た事により女子選手がグミにいじめを行うようになるなど実はトラブルメーカー。しかしグミへの気持ちは本物で、4回転への挑戦をアドバイスしたり、いじめられるグミを叱咤するなど根は好人物。「ちゃちゃまる」という愛犬を飼っていて、グミは少し愛犬に似ているらしい。
第2部最終回でグミ・章吾・早乙女同様16歳の姿で登場し、オリンピックで章吾に続いて銀メダルを取った事が分かっている。
女子の強化選手達
強化合宿に参加した少女達。名前は設定されておらず、ショートボブの少女・サイドテールの双子の姉妹がよく登場する。
レオがグミに対してよく気にかけることへの嫉妬や、グミが高い実力を持ちながらも欲を持たず(というより自信がなくて欲を持てなかった)に滑っていることへのやっかみから彼女をいじめる。ひそひそと陰口を叩くのは良い方で後片付けを押し付けた上にトレーニングルームに閉じ込めたり、滑走中にわざとぶつかったりなどしていた。その一方で早乙女の事は尊敬に近い眼差しで見ていたが実際は「ツンケンしてる」などと疎ましく思っていた。
中盤でグミのスケート靴のエッジ部分のネジを緩めて恥をかかせようとしたところ、エッジが外れて早乙女に怪我を負わせる。幸いかすり傷で済んだものの、その事でグミは一時的に氷上への恐怖心を抱いてしまい、早乙女にもグミに対するいじめ行為をしていた事が伝わり、軽蔑される。その後は彼女の前では大人しくなったものの陰口を叩くなどの行為はやめず、グミを追い詰めた。しかし、合宿最後の試合では章吾からの励ましによって心技共に自信を付けた彼女にあっけなく敗退する。それでも結果に納得できずコーチ陣に抗議をしたもののグミに言い負かされ、今まで自分たちのした事の報いを受ける羽目になった。

### その他の人物
グミの母親
本名不明。小さい頃からグミに様々な習い事をさせていたがどれもこれも上手くいかず、おまけに運動音痴で自分に自信の持てない娘を「ダメな子」と言って疎んでいた。当初グミがスケートを習っていたことを把握していなかったため雪からの告げ口で初めて知り、「あんたにそんな勝手なマネなんてさせない」と猛反対する。その後、章吾達の計らいにより生き生きと滑るグミを見て涙を流し「今まではグミのやりたいことを聞いてあげていなかったのかもしれない」と言い、グミと和解。スケートを習うことを承諾する。
その後はグミへのサポートに尽力し、トレーニングなどのメニュー作りに精を出している様子。
雪の母親
本名不明。娘とはあまり似ていないふくよかな女性。男の子を3人続けて授かったため女の子をずっと欲しがっていた。そのため雪を「雪っぺ」と呼んで溺愛している。雪がグミを自宅に招いた際には初めて友達を連れてきたと大喜びで歓迎し、それ以降もグミの事を可愛がってくれている。
雪の兄達
本名不明。スピンオフ作品に登場。長男(大学生)と次男(小学校高学年〜中学生くらい)と三男(小学校低学年くらい)が登場する。歳が離れている事もあり母親と同様雪を可愛がっている。長兄はグミの担任の先生と友人で、雪をスケートリンクに連れて行って紹介する。

## 単行本
- 『くるりんぱっ! 』 ISBN 9784091305282
- 『ホップ・ステップ・くるりんぱっ!』 ISBN 9784091310958

## こぼれ話
フィギュアスケートがテーマの漫画となると、多くがペアやアイスダンスを取り上げるが、この作品に関しては全く取り上げていない。これはストーリーの長さが通算10回程度しかなかったためであるが、ほかに日本のフィギュアのレベルが、シングルが世界水準に達しているのに対し、ペアやアイスダンスが世界水準の足元にも及ばないことも背景にある。
ちなみに、同じフィギュアを題材にした『銀盤カレイドスコープ』（長谷川潤）もシングルしか扱っていない（原作三巻で主人公が一時ペアに転向する）。その一方で、本作と同じ『ちゃお』漫画で、かつフィギュアを題材にした『ワン・モア・ジャンプ』（赤石路代）や『ダイヤモンド・ステップ』（いわおかめめ）については、前者はペアも(主人公が後にソロに転向したため)、後者はアイスダンスを、それぞれ取り上げている。
先述の通り話数の少なさの影響で、展開速度は同じく『ちゃお』連載作品のこの作品等ほどではないが早めで、フィギュア未経験の少女が1部作の最後でジュニア強化選手に選出され、『ホップ・ステップ～』の最後には数年後という設定ではあるもののオリンピックに出場してメダル獲得を匂わせるシーンで締めくくっている。